# ゲオルグ・デ・ラランデ
ゲオルグ・デ・ラランデ（Georg de Lalande, 1872年9月6日 - 1914年8月5日）は、ドイツ出身の建築家。日本で設計事務所を開き、風見鶏の館をはじめとする作品を残した。日本にユーゲント・シュティールと呼ばれる建築様式をもたらしたとされる。
ゲオルク・デ・ラランデ、ゲオルグ・デ・ラ・ランデ、ゲオルク・ド・ラランド、ゲオルグ・ド・ラロンド、ゲー・デラランデ、ゲオログ・デラランデ、ゲー・ヅラランなどとも表記される。

## 略歴
1872年9月6日、ドイツ帝国を構成するプロイセン王国ヒルシュベルク（現：ポーランド領イェレニャ・グラ）で、建設工事業を営むオイゲン・デ・ラランデ（Eugen de Lalande）の長男として生まれる。ユダヤ系とされる。父親は高等教育を受けてないが建設業で成功した中産階級で、家庭は裕福だった。1894年シャルロッテンブルク工科大学（後のベルリン工科大学）を卒業し、ブレスラウ（現：ポーランド領ヴロツワフ）、グローガウ（現：ポーランド領グウォグフ）、ウイーン、ベルリンで働いたのち、1901年から2年間上海、天津で仕事をした。
元同僚のドイツ人建築家リヒャルト・ゼールの招きで1903年に横浜へ渡った同年、ゼールがドイツへ帰国したため、建築設計事務所をそのまま引き継いだ。デ・ラランデは横浜だけでなく東京、京都、大阪、神戸、朝鮮など日本領内の各地を巡り仕事をした。ドイツ世紀末の様式であるユーゲント・シュティールの高田商会などでも知られる。神戸で17歳のユダヤ系ドイツ人女性エディ（Edith Giesecke、1887-1967）と出会い、翌1905年に結婚。
1913年、母国プロイセンより、ロイヤル・アーキテクトの名誉称号を贈られた。
朝鮮総督府の仕事のため京城（現：ソウル）へ出張中に肺炎で倒れ、内地に戻って、1914年8月5日に東京で亡くなった。当時のドイツ語週刊新聞に掲載された死亡広告によれば、死因は肺炎である。なお、死因については、第一次世界大戦が勃発したことで租借地防衛のため青島へ渡るかどうか悩み、酒に溺れたため、あるいは「（日独）両国の対立に悩み、心労が重なって、心臓にショックを起こした」ためとも言われる。ラランドの子孫によると、アルコールの問題と鬱病を抱えていたという。
妻エディータ（略称エディ、エヂ。旧姓ピチュケ）はデ・ラランデの死後、5人（一男四女）の子どもを連れてドイツに帰国したが、後に外交官・東郷茂徳（後の外務大臣）と再婚した。子供たちはドイツに残り、4人の娘たちは末っ子を除いてそれぞれ結婚し、次女のユキは心理学者のKurt Gottschaldtの妻となった。生まれつき精神障害があった長男は、父親のように日本で建築家として働く夢を持っていたが叶わず大工になった。1930年代には精神病により入院し、1943年に若くして亡くなったが、その死はナチが行なった精神病者らの安楽死政策によるものではないかと言われている。

## 作品
神戸のトーマス邸・旧ロシア領事館 (函館市)と出身地（現・ポーランド）にあるもの以外は現存せず。

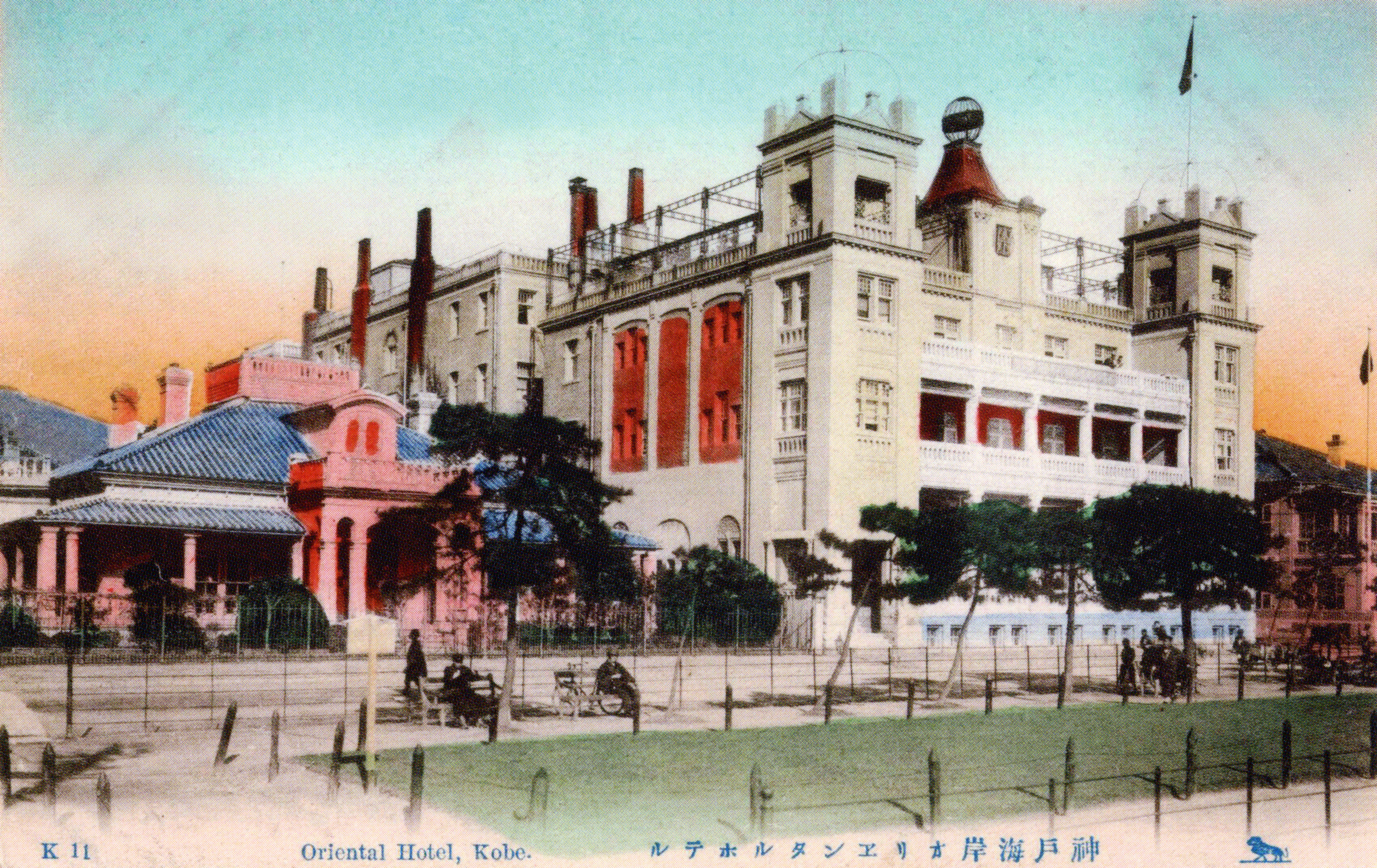
オリエンタルホテル（3代目、1907年頃）

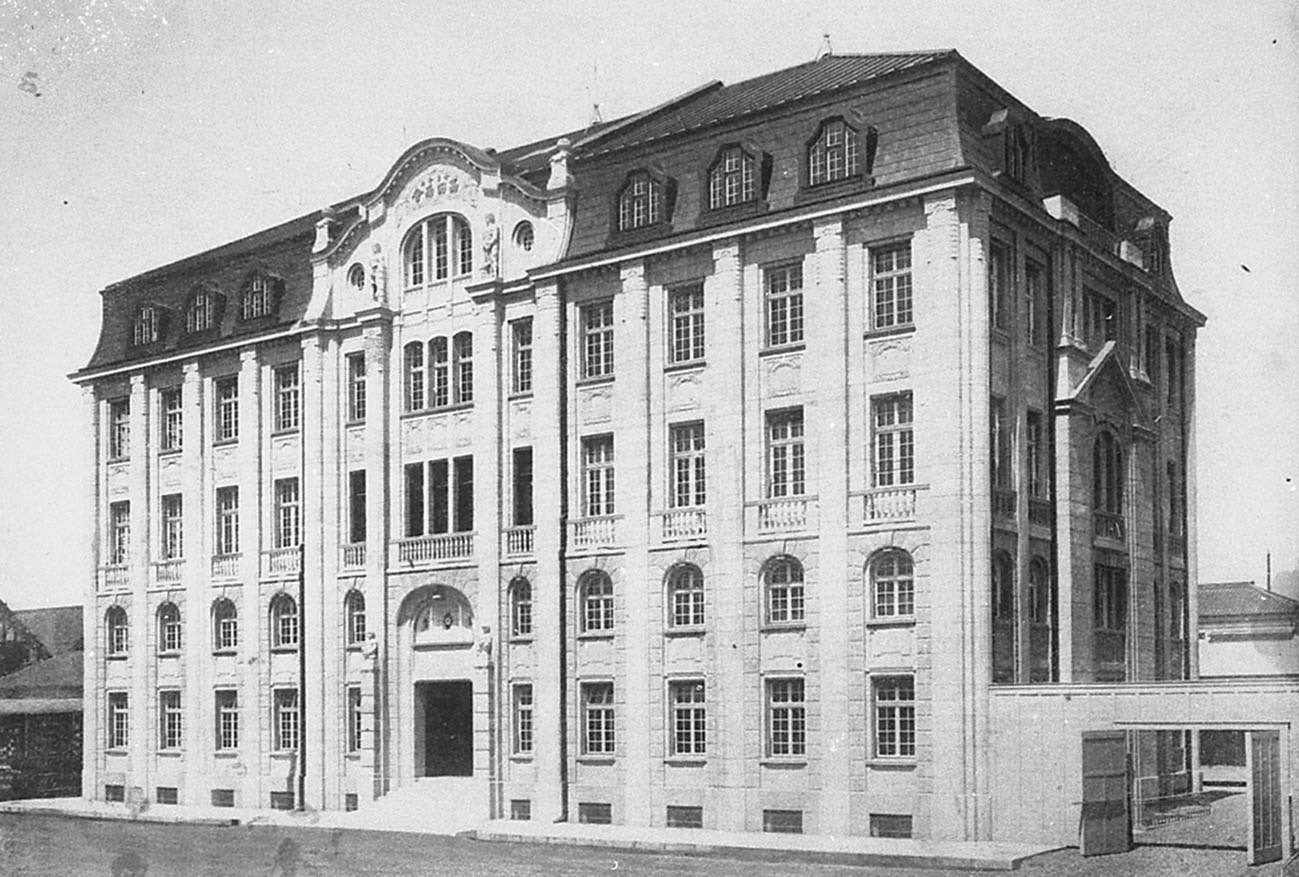
高田商会本店。1914年竣工、1923年焼失

- オリエンタルホテル（神戸市中央区海岸通）- 1907年築の3代目（戦災を受け改修。後年に解体）
- ヴィクトル・ヘルマン邸（神戸市東灘区西岡本） - 1907年築（戦災で内部焼失の後、1969年解体）
- イリス商会（横浜） - 1907年築（関東大震災で罹災、現存せず）
- シュラム邸（横浜・根岸） - 1900年代築（戦後解体）
- トーマス邸（風見鶏の館） - 1904年築、国の重要文化財
- デ・ラランデ自邸（横浜・根岸）-1905年築、これまではテーロー邸として知られていたが、最近、デ・ラランデ自邸だったことが判明した。現存せず。[12]
- デ・ラランデ邸増築部分（東京） - 1階部分は気象学者・物理学者の北尾次郎が木造平屋建ての自邸として1892年に設計したと伝わり、1910年ごろデ・ラランデにより木造3階建ての住宅として大規模に増築され、2013年に江戸東京たてもの園へ移築復元された[13]。増築は建築や芸術にも造詣が深い北尾次郎が大家として行ったなど、竣工年を含め異論も出されている。ディレクトリーによると、ここには、デ・ラランデが居住する前、建築家ヤン・レツルが住んでいた[14][15]
- 旧ロシア領事館 (函館市) （函館市、1908年） - 函館市の景観形成指定建築物
- イム・ボース邸（東京） - 1912年築（現存せず）
- 廣田理太郎邸（東京） - 1913年築（現存せず）
- 三井銀行大阪支店（大阪市中央区北浜） - 1914年築（改築のため1935年頃解体）
- 川崎肇邸（東京） - 1915年築（現存せず）
- 朝鮮ホテル旧館（京城・現ソウル） - 1916年築（現存せず）
- 早川鉄冶邸（東京） - 1917年築（現存せず）
- 高田商会 - 1914年築（関東大震災で罹災、現存せず）
- 朝鮮総督府 - デ・ラランデが基本設計。デ・ラランデ逝去後、日本人建築家（野村一郎、国枝博）が引き継ぎ、1926年に完成（戦後、政府庁舎、後に国立中央博物館に転用。1995年に解体：朝鮮総督府庁舎参照）
- 京城駅 - 1925年竣工（現存せず）。塚本靖との共同設計[16]

## ポーランドに残る多数の作品群
デ・ラランデの出身地であるイェレニャ・グラには、デ・ラランデ事務所が設計した建物が、約40棟現存していることが、日本人研究者、広瀬毅彦によって発見されている。自宅だけで3棟乃至4棟あり、銀行建築、ホテル、アパート、ビラ等、多岐にわたっており、竣工当時の絵葉書や設計図とともに近年発掘された。なかには、日本に於ける彼の異人館建築のプロトタイプとみられる邸宅建築や、高田商会に似た外観の銀行建築なども含まれている。
とりわけ印象的なのは、来日前の1898年築作品、デ・ラランデ邸（「すずらんの家」、現存）で、外壁面にすずらんの花柄模様をあしらった、その後のユーゲントシュティール作家としての萌芽を予感させる作品となっている。
なお、デ・ラランデ本人は、存命中、日本語表記の際には、「デ・ラランデ」ではなく、「・」（中黒）なしの、「デラランデ」という表記を、電話帳や設計図のスタンプに使用していた。また、江戸東京たてもの園にデ・ラランデ邸として復元されたものは、東京信濃町に居住していたときの家でラランデの設計ではないが、たてもの園では増築部分はラランデ作と見ている。